# NE555

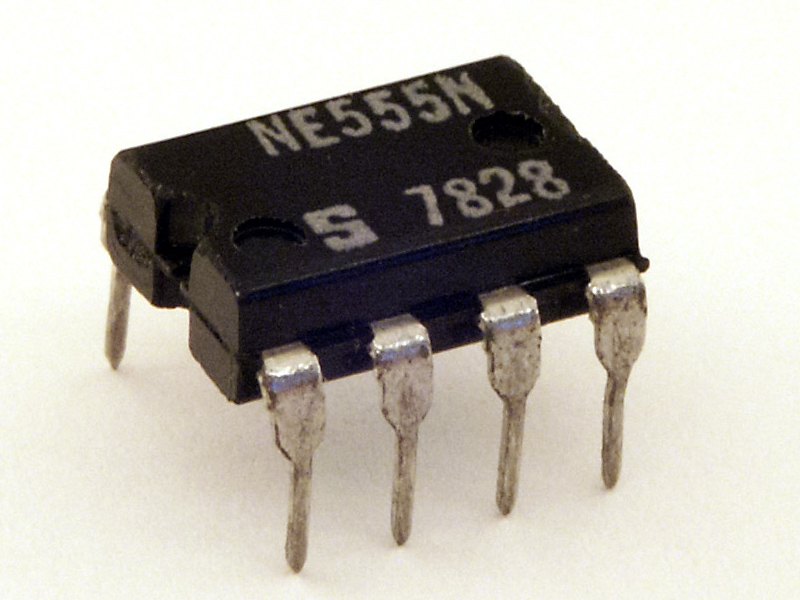
Внешний вид таймера NE555N (буква N обозначает тип корпуса — PDIP8)

Логическая диаграмма

Принципиальная схема

NE555 — интегральная схема, универсальный таймер — устройство для формирования (генерации) одиночных и повторяющихся импульсов со стабильными временными характеристиками. Впервые выпущен в 1971 году компанией Signetics под обозначением NE555. Функциональные аналоги оригинального NE555 выпускаются во множестве биполярных и КМОП-вариантов. Сдвоенная версия 555 выпускается под обозначением 556, счетверенная — под обозначением 558.
Представляет собой асинхронный RS-триггер со специфическими порогами входов, точно заданными аналоговыми компараторами и встроенным делителем напряжения.
Применяется для построения различных генераторов, модуляторов, реле времени, пороговых устройств и прочих узлов электронной аппаратуры. В качестве примеров применения микросхемы-таймера можно указать функции восстановления цифрового сигнала, искажённого в линиях связи, фильтры дребезга, двухпозиционные регуляторы в системах автоматического регулирования, импульсные преобразователи напряжения, устройства широтно-импульсного регулирования, таймеры и др.

## История разработки и модификации
Летом 1970 года США находились в экономическом кризисе. Микроэлектронная компания Signetics сократила половину персонала. Среди уволенных оказался и схемотехник Ганс Камензинд, разрабатывавший на Signetics микросхемы ФАПЧ. Камензинд продолжил работу над аналоговыми схемами у себя в гараже. Вначале он отладил схему интегрального ГУН с частотой, не зависевшей от напряжения питания. Схема ФАПЧ, впоследствии выпускавшаяся под именем NE566, содержала все структурные блоки будущего таймера 555 — делитель напряжения, компараторы, триггер и аналоговый ключ. Она вырабатывала колебания треугольной формы, амплитуда которых была задана внутренним делителем, а частота — внешней частотозадающей RC-цепью.
Камензинд сумел продать разработку бывшему работодателю, а затем предложил доработать ИС 566, превратив её в ждущий мультивибратор — генератор одиночных импульсов. Идея встретила сопротивление: оппоненты полагали, что дешёвый интегральный таймер подорвёт сложившийся рынок операционных усилителей и стабилитронов, и только благодаря вмешательству руководителя продаж Арта Фьюри проект получил одобрение. Фьюри и придумал ему название NE555 (NE — префикс Signetics). Долгое время Камензинду не удавалось упаковать схему в дешёвый восьмивыводной корпус — модифицированный 556 получался девятивыводной. Решением стала замена встроенного генератора стабильного тока, заряжавшего времязадающий конденсатор, на обычный резистор. В микросхеме ГУН такая замена была недопустимой, в микросхеме таймера она оказалась оправданной. Ещё пять месяцев заняла подготовка отлаженной на макете схемы к производству. За это время сотрудники Signetics, ушедшие к конкурентам вместе с разработкой Камензинда, успели запустить её в серию, но с началом продаж настоящего NE555 отказались от этого проекта. По настоянию Фьюри NE555 продавался по беспрецедентно низкой для своего времени стартовой цене в 75 центов — в 1971 году никто из конкурентов не был готов к соперничеству на такой отметке. Микросхема содержала 23 транзистора, 16 резисторов и 2 диода.
По мере удешевления производства выпуск 555 освоили и конкуренты. Российскими аналогами таймеров типа 555 являются КР1006ВИ1, КР1008ВИ1 и КР1087ВИ2. КР1087ВИ3 — сдвоенный таймер (аналог 556); КР1087ВИ1 — счетверённый таймер (аналог 558). Следует заметить, что таймер КР1006ВИ1 по своей логике работы имеет одно отличие от прототипа NE555, а именно вход останова R отечественной микросхемы имеет приоритет над входом запуска S, тогда как у других микросхем — наоборот. Данное обстоятельство не отражено в официальной документации к микросхеме КР1006ВИ1 и потому нередко становилось причиной проблем у неискушённых радиолюбителей. К счастью, в большинстве конструкций, где используется таймер, приоритеты входов R и S не играют роли. Также выпускаются различные экономичные модификации таймера, выполненные по КМОП-технологии, например это микросхемы ICM7555IPA, GLC555 и их отечественный аналог КР1441ВИ1. Первую КМОП-версию начали выпускать ещё в 1970-е годы на Intersil.

## Описание и основные параметры схемы
Микросхема состоит из делителя напряжения с двумя опорными напряжениями для сравнения, двух прецизионных компараторов (низкого и высокого уровней), RS-триггера с дополнительным входом сброса, транзисторного ключа с открытым коллектором и выходного усилителя мощности для увеличения нагрузочной способности.
Номинальное напряжение питания базовой версии микросхемы может находиться в пределах 4,5…16,5 В. Некоторые модификации работоспособны до 18 В. КМОП-версии отличаются возможностью работы при пониженном напряжении питания (от 2 В).
Потребляемый микросхемой ток может достигать величины 6…15 мА в зависимости от напряжения питания (6 мА при VCC = 5 В и 15 мА при VCC = 15 В). Типовое потребление бывает меньше и обычно составляет 3…10 мА в состоянии низкого уровня и 2…9 мА — в состоянии высокого. Ток потребления КМОП-версий таймера не превышает сотен микроампер.
Максимальный выходной ток для отечественной КР1006ВИ1 и КМОП-версий таймера составляет 100 мА. Большинство ныне выпускаемых зарубежных аналогов, выполненных по биполярной технологии, допускает выходной ток до 200 мА и более.

### Особенности и недостатки
Применённая схема неотключаемого внутреннего делителя напряжения на входе троичного компаратора делает невозможным независимую установку напряжений сравнения верхнего и нижнего компараторов, что уменьшает область возможного применения микросхемы. В этих случаях можно применить микросхему двойного компаратора с двумя встроенными логическими элементами 3И-НЕ для построения RS-триггера NE521.
К недостаткам биполярного таймера также можно отнести значительный импульсный ток потребления (до 300—400 мА) в моменты переключения таймера. Этот ток вызван сквозными токами выходного каскада микросхемы. С данной особенностью связана рекомендация подключать между выводом 5 («контроль делителя») и минусом питания блокирующий конденсатор на 0,01…0,1 мкФ. Он защищает внутренний делитель микросхемы от помех, наводимых по цепи питания в моменты переключения таймера, что устраняет нестабильность его запуска и повышает общую надёжность схемы. Для аналогичных целей микросхему рекомендуется шунтировать по цепи питания керамическим конденсатором ёмкостью 1 мкФ, который располагается в непосредственной близости к микросхеме. Следует заметить, что указанный недостаток практически устранён в КМОП-версиях таймера, поэтому применение с ними дополнительных конденсаторов обычно не требуется.

## Расположение выводов и обозначение на схемах
NE555 чаще всего выпускается в корпусе PDIP8 и SO8, но встречаются и другие варианты корпуса. На схемах обычно обозначается в виде прямоугольника с надписью «G1/GN», которая расшифровывается как специализированный генератор, используемый для формирования одиночных импульсов или серий импульсов. Расположение выводов является стандартным для всех однотипных микросхем:

| № вывода NE555 | № вывода NE556 | Обозначение | Альтер- нативное обозначение | Назначение                     | Описание |
| -------------- | -------------- | ----------- | ---------------------------- | ------------------------------ | --- |
| 1              | 7              | GND         | -U                           | Общий                          | Общий провод, минус питания |
| 2              | 6 / 8          | TRIG        | S                            | Запуск                         | Когда напряжение на этом выводе становится ниже 1/3 от VCC, на выходе появляется напряжение высокого уровня, начинается отсчёт времени. |
| 3              | 5 / 9          | OUT         | Q или без обозначения        | Выход                          | На этом выводе формируется одно из двух напряжений, примерно соответствующих GND и VCC — 1,5 В, в зависимости от состояния таймера. |
| 4              | 4 / 10         | RESET       | E                            | Сброс (разрешение запуска)     | При подаче на этот вход напряжения менее 0,7 В выход микросхемы принудительно переходит в состояние низкого уровня (переключается на GND). Это происходит независимо от состояния других входов, то есть данный вход имеет наивысший приоритет. Другими словами, высокий уровень напряжения на данном входе (более 0,7 В) разрешает запуск таймера, в противном случае запуск запрещён. |
| 5              | 3 / 11         | CTRL        | UR                           | Управление (контроль делителя) | Подключен напрямую к внутреннему делителю напряжения. При отсутствии внешнего сигнала имеет напряжение 2/3 от VCC. Определяет пороги останова и запуска. |
| 6              | 2 / 12         | THR         | R                            | Останов                        | Когда напряжение на этом выводе превышает напряжение на выводе CTRL, на выходе устанавливается напряжение низкого уровня, интервал заканчивается. Останов возможен, если на вход TRIG не поступает сигнал запуска, так как вход TRIG имеет приоритет над THR (исключение — микросхема КР1006ВИ1).                                                                                       |
| 7              | 1 / 13         | DIS         | ◊ или ¤<                     | Разряд                         | Выход типа «открытый коллектор», обычно используется для разрядки времязадающего конденсатора между интервалами. Состояния этого выхода повторяют состояния основного выхода OUT, поэтому возможно их параллельное соединение для увеличения нагрузочной способности таймера по втекающему току.                                                                                        |
| 8              | 14             | VCC         | +U                           | Питание                        | Плюс питания. 4,5…18 В. |

## Режимы работы NE555

### Прецизионный триггер Шмитта
Если на соединенные входы THRES и TRIG подать входной сигнал, то NE555 будет работать в режиме инвертирующего прецизионного триггера Шмитта. Величина гистерезиса определяется встроенным делителем и равна трети напряжения питания.

### Одновибратор

Схема подключения таймера в режиме одновибратора

Осциллограммы в режиме одновибратора

Входной импульс низкого уровня на входе INPUT вызывает переключение таймера в режим отсчёта времени (на выходе OUTPUT высокий уровень), который длится заданный промежуток времени {\displaystyle t=1,1\cdot R\cdot C}, а затем таймер переключается обратно в стабильное состояние (низкий уровень на выходе OUTPUT).

Стоит отметить два факта:
1. Появление низкого уровня на входе RESET переключает таймер в стабильное состояние и переводит выход OUTPUT на низкий уровень.
2. Пока на входе INPUT остаётся низкий уровень, выход OUTPUT всегда имеет высокий уровень.

### Мультивибратор

Схема подключения таймера в автоколебательном режиме

Осциллограммы в автоколебательном режиме

Напряжение на выходе OUTPUT периодически меняется, генерируются прямоугольные импульсы, описываемые следующими уравнениями:

Длительность высокого уровня {\displaystyle t_{1}=\ln 2\cdot (R_{1}+R_{2})\cdot C},

низкого — {\displaystyle t_{2}=\ln 2\cdot R_{2}\cdot C}

Период {\displaystyle T=\ln 2\cdot (R_{1}+2R_{2})\cdot C}

Частота {\displaystyle f={\frac {1}{T}}=1/({\ln 2\cdot (R_{1}+2\cdot R_{2})\cdot C)}}

Например, при номиналах {\displaystyle R_{1}} = 5 кОм = 5000 Ом, {\displaystyle R_{2}} = 2 кОм = 2000 Ом, {\displaystyle C} = 47 мкФ = 0,000047 Ф имеем:
{\displaystyle t_{1}\approx 0,693\cdot 7000\cdot 0,000047\approx 0,228} с
{\displaystyle t_{2}\approx 0,693\cdot 2000\cdot 0,000047\approx 0,0651} с
{\displaystyle T\approx 0,693\cdot 9000\cdot 0,000047\approx 0,293} с
{\displaystyle f\approx {\frac {1,44}{9000\cdot 0,000047}}\approx 3,41} Гц

Если необходимая длительность низкого уровня больше длительности высокого (скважность больше 2) необходимо дополнить приведённую схему диодом, анод которого подключен к выводу 7, а катод к выводу 6 микросхемы NE555. В этом случае конденсатор С будет заряжаться через резистор R1 (а R2 при этом будет накоротко замкнут диодом) и длительность высокого уровня будет определяться формулой 
{\displaystyle t_{1}=\ln 2\cdot R_{1}\cdot C\approx 0,693\cdot R_{1}\cdot C},

При разрядке же ток будет протекать от конденсатора С через резистор R2 до контакта 7 микросхемы — DISCHARGE, как раз предназначенного для разрядки конденсатора. Резистор R1 в разрядке не участвует и, соответственно, длительность низкого уровня составит: 
{\displaystyle t_{2}=\ln 2\cdot R_{2}\cdot C\approx 0,693\cdot R_{2}\cdot C}

Полный период {\displaystyle T=\ln 2\cdot (R_{1}+R_{2})\cdot C\approx 0,693\cdot (R_{1}+R_{2})\cdot C}

Частота {\displaystyle f=1/({\ln 2\cdot (R_{1}+R_{2})\cdot C})}

Таким образом, подключив переменный резистор к выводам микросхемы 8 — Vcc и 2 — TRIGGER, а скользящий контакт к выводу 7 — DISCHARGE, можно получить простейший ШИМ регулятор с постоянной частотой и плавной регулировкой коэффициента заполнения в диапазоне 1…99 % 

Например, при
{\displaystyle R_{1}} = 2,5 кОм = 2500 Ом, {\displaystyle R_{2}} = 7,5 кОм = 7500 Ом, {\displaystyle C} = 147 мкФ = 0,000147 Ф имеем:
{\displaystyle t_{1}\approx 0,693\cdot 2500\cdot 0,000147\approx 0,254} с
{\displaystyle t_{2}\approx 0,693\cdot 7500\cdot 0,000147\approx 0,764} с
{\displaystyle T\approx 0,693\cdot 10000\cdot 0,000147\approx 1,019} с
{\displaystyle f\approx {\frac {1}{0,6931472\cdot 10000\cdot 0,000147}}\approx 0,981} Гц